# Eric Van Stryland
Eric W. Van Stryland (* 3. Juni 1947 in South Bend, Indiana) ist ein US-amerikanischer Physiker, der sich mit Laserphysik und Nichtlinearer Optik befasst.
Van Stryland erwarb 1970 seinen Bachelor-Abschluss an der Humboldt State University und 1975 seinen Master-Abschluss an der University of Arizona, an der er 1976 bei Marlan Scully promoviert wurde. Danach war er am Center for Laser Studies der University of Southern California und 1978 bis 1987 Professor an der North Texas State University, wo er das Center for Applied Quantum Electronics mit aufbaute. Seit 1987 ist er Professor an der University of Central Florida (UCF). 1999 bis 2004 war er dort Direktor der School of Optics (CREOL). Nach deren Umwandlung in ein College war er bis 2009 dessen Dekan.
Er befasste sich mit kohärenten optischen Transienten und Photonenstatistik, ultrakurzen Laserpulsen im Femtosekunden-Bereich, deren Erzeugung und Anwendung, Multiphotonen-Absorption, Schäden durch Laser und mit nichtlinearen optischen Materialeigenschaften inklusive deren Zeitabhängigkeit und Anwendung (Sensor-Schutz, Strahlkontrolle, optische Schalter). Mit Mansoor Sheik-Bahae entwickelte er die Z-Scan-Technik zur Messung von nichtlinearen optischen Eigenschaften (Absorptionskoeffizient und Brechungsindex), er wandte Kramers-Kronig-Relationen auf ultraschnelle Nichtlinearitäten an und untersuchte Kaskadeneffekte von Nichtlinearitäten 2. Ordnung.
Er ist Fellow der Optical Society of America (und war deren Präsident), der SPIE, der IEEE Photonics Society und der American Physical Society. 2012 erhielt er mit Sheik-Bahae den R. W. Wood Prize und er erhielt die höchste Auszeichnung der UCF, den Pegasus Award. Für 2023 wurde Van Stryland der Willis-E.-Lamb-Preis zugesprochen.
Mit Michael Bass und anderen war er Herausgeber des Handbook of Optics (5 Bände, McGraw Hill).